# 出羽乃富士智章
出羽乃富士 智章（でわのふじ ともあき、1976年12月4日 - ）は、長崎県大村市出身で出羽海部屋に所属した元大相撲力士。本名は冨永 友和（とみなが ともかず）。身長184cm、体重138kg。最高位は西十両9枚目（2003年3月場所）。得意技は右四つ、寄り、投げ。血液型B型、星座は射手座、干支は辰年。

## 来歴
中学時代（大村市立郡中学校）は柔道部に所属していた。同じ市内の大村市立大村中学校で1学年先輩の金（金開山）が出羽海部屋に入門する際に出羽海（元横綱・佐田の山）に紹介された。中学卒業後に出羽海部屋に入門し、1992年3月場所に初土俵を踏んだ。相撲経験は無かったが着実に番付を上げ、初土俵から僅か2年半で幕下に昇進した。幕下中位で苦労し、幕下上位に定着するまで3年近く掛かった。1999年5月場所に右腕を故障し、途中休場を余儀なくされ一気に三段目まで陥落したが、2000年11月場所に三段目優勝を果たすと徐々に復調して行った。2002年11月場所に東幕下19枚目の地位で幕下優勝。2003年1月場所には西幕下筆頭まで番付を上げ、6勝1敗の好成績を残し翌3月場所に十両に昇進した。
右四つになると力を発揮したが、怪我に苦しみ2004年5月場所を最後に幕下に陥落した。故障のため2006年7月場所には三段目に陥落。その場所は無理をして出場したため2勝5敗と負け越しだけでなく、さらに状態が悪化し翌9月場所から1月場所まで3場所連続休場を余儀なくされた。その間に11月場所には序二段に陥落し、2007年3月場所では東序ノ口29枚目まで下がった。これは十両経験者としては昭和以降、当時4位の最低記録である。同場所で復帰し、まだ本調子ではないものの4勝3敗と勝ち越した。なお、元関取が序ノ口の土俵で相撲を取ったのは、後に前頭筆頭まで番付を上げた1990年9月場所の琴別府（当時の最高位は西十両12枚目）以来のことである。同年11月場所千秋楽に体力の限界により引退を表明、11月26日に故郷の大村市で断髪式を行った。

## 主な戦績
- 生涯成績：337勝303敗74休 勝率.527
- 十両成績：35勝53敗17休 勝率.398
- 現役在位：95場所
- 十両在位：7場所
- 各段優勝
  - 幕下優勝：1回（2002年11月場所）
  - 三段目優勝：1回（2000年11月場所）

### 場所別成績
| | 一月場所 初場所（東京）   | 三月場所 春場所（大阪） | 五月場所 夏場所（東京） | 七月場所 名古屋場所（愛知） | 九月場所 秋場所（東京）   | 十一月場所 九州場所（福岡） |
| --- | ------------------------- | ----------------------- | ----------------------- | --------------------------- | ------------------------- | --------------------------- |
| 1992年 （平成4年） | x                         | （前相撲）              | 西序ノ口21枚目 4–3      | 西序二段134枚目 5–2         | 西序二段87枚目 5–2        | 西序二段45枚目 4–3          |
| 1993年 （平成5年） | 東序二段17枚目 2–5        | 西序二段48枚目 4–3      | 東序二段17枚目 6–1      | 東三段目68枚目 3–4          | 東三段目84枚目 4–3        | 西三段目67枚目 4–3          |
| 1994年 （平成6年） | 東三段目51枚目 5–2        | 西三段目19枚目 4–3      | 東三段目8枚目 3–4       | 西三段目23枚目 4–3          | 東三段目9枚目 5–2         | 東幕下45枚目 3–4            |
| 1995年 （平成7年） | 東幕下59枚目 4–3          | 西幕下47枚目 3–4        | 西幕下56枚目 4–3        | 西幕下45枚目 4–3            | 東幕下37枚目 1–6          | 東三段目2枚目 6–1           |
| 1996年 （平成8年） | 東幕下33枚目 4–3          | 東幕下24枚目 5–2        | 西幕下11枚目 2–5        | 東幕下24枚目 1–3–3          | 西幕下51枚目 休場 0–0–7   | 西幕下51枚目 4–3            |
| 1997年 （平成9年） | 西幕下42枚目 5–2          | 西幕下24枚目 6–1        | 東幕下10枚目 3–4        | 西幕下16枚目 5–2            | 東幕下8枚目 2–5           | 西幕下23枚目 3–4            |
| 1998年 （平成10年） | 西幕下32枚目 4–3          | 西幕下22枚目 4–3        | 東幕下18枚目 4–1–2      | 西幕下14枚目 休場 0–0–7     | 西幕下14枚目 3–4          | 東幕下21枚目 5–2            |
| 1999年 （平成11年） | 西幕下9枚目 5–2           | 東幕下4枚目 3–4         | 東幕下8枚目 1–3–3       | 西幕下29枚目 3–4            | 西幕下35枚目 1–6          | 東三段目3枚目 3–4           |
| 2000年 （平成12年） | 東三段目19枚目 4–3        | 東三段目7枚目 4–3       | 東幕下57枚目 5–2        | 東幕下39枚目 1–6            | 東三段目7枚目 休場 0–0–7  | 西三段目67枚目 優勝 7–0     |
| 2001年 （平成13年） | 東幕下44枚目 4–3          | 東幕下36枚目 5–2        | 東幕下25枚目 5–2        | 西幕下14枚目 3–4            | 東幕下22枚目 4–3          | 東幕下20枚目 4–3            |
| 2002年 （平成14年） | 東幕下15枚目 1–6          | 東幕下38枚目 4–3        | 東幕下33枚目 5–2        | 西幕下17枚目 2–5            | 西幕下35枚目 5–2          | 東幕下19枚目 優勝 7–0       |
| 2003年 （平成15年） | 西幕下筆頭 6–1            | 西十両9枚目 7–8         | 東十両10枚目 6–7–2      | 西十両13枚目 休場 0–0–15    | 西十両13枚目 8–7          | 西十両10枚目 4–11           |
| 2004年 （平成16年） | 東幕下2枚目 4–3           | 西十両11枚目 7–8        | 東十両12枚目 3–12       | 西幕下10枚目 3–4            | 西幕下16枚目 2–5          | 東幕下29枚目 5–2            |
| 2005年 （平成17年） | 西幕下19枚目 5–2          | 西幕下12枚目 2–5        | 東幕下26枚目 4–3        | 東幕下20枚目 4–3            | 東幕下15枚目 2–5          | 東幕下32枚目 3–4            |
| 2006年 （平成18年） | 西幕下40枚目 3–4          | 西幕下49枚目 3–4        | 西幕下59枚目 休場 0–0–7 | 東三段目40枚目 2–5          | 東三段目68枚目 休場 0–0–7 | 西序二段28枚目 休場 0–0–7   |
| 2007年 （平成19年） | 西序二段98枚目 休場 0–0–7 | 東序ノ口29枚目 4–3      | 東序二段109枚目 6–1     | 東序二段29枚目 5–2          | 東三段目98枚目 4–3        | 東三段目78枚目 引退 2–5–0   |
| 各欄の数字は、「勝ち-負け-休場」を示す。 優勝 引退 休場 十両 幕下 三賞：敢=敢闘賞、殊=殊勲賞、技=技能賞 その他：★=金星 番付階級：幕内 - 十両 - 幕下 - 三段目 - 序二段 - 序ノ口 幕内序列：横綱 - 大関 - 関脇 - 小結 - 前頭（「#数字」は各位内の序列） |                           |                         |                         |                             |                           |                             |

## 改名歴
- 出羽ノ富士 友和（でわのふじ ともかず）1992年3月場所 - 1997年11月場所
- 出羽乃富士 知和（読み方同じ）1998年1月場所 - 1999年3月場所
- 喜生の山 友和（きおのやま－）1999年5月場所 - 1999年9月場所
- 出羽乃富士 智章（でわのふじ ともあき）1999年11月場所 - 2004年11月場所
- 出羽乃富士 智瑛（読み方同じ）2005年1月場所 - 2007年11月場所